# Anisodes acuta
Anisodes acuta là một loài bướm đêm trong họ Geometridae.